# Exlibris

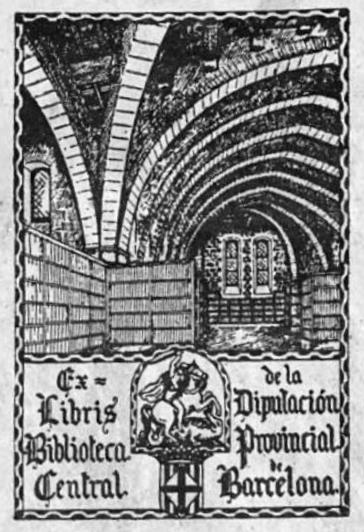
Exlibris de la Biblioteca Central de la Diputació Provincial de Barcelona.

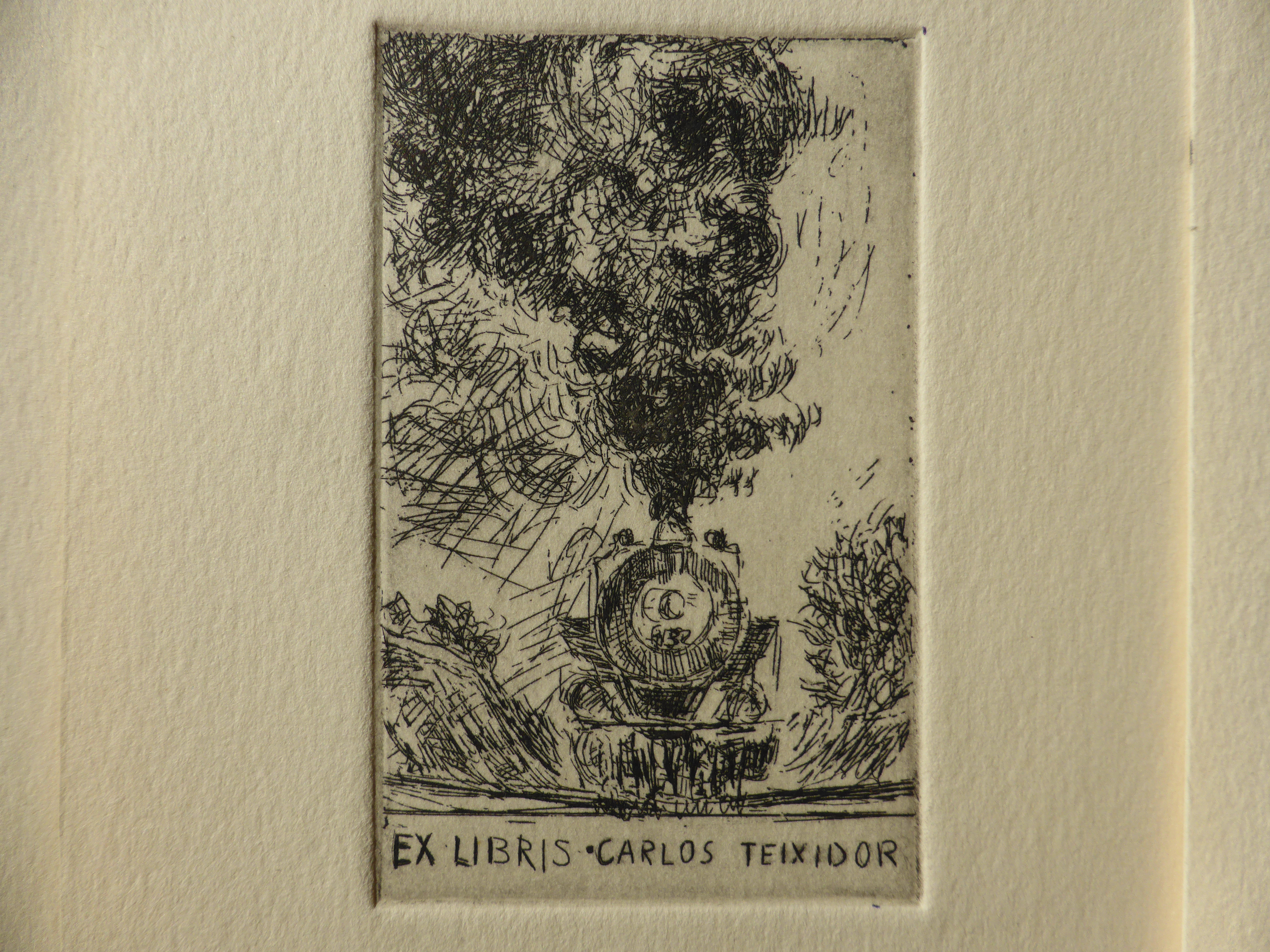
Exlibris contemporani, d'una biblioteca privada.

Un exlibris és una marca de propietat que es posa en un llibre. Els orígens de l'exlibris es remunten a l'antigor. Així doncs, per trobar el primer exlibris de què es té coneixement, com a marca de propietat, cal remuntar-nos al s. XIV aC i, tal com assenyala Joan-Lluís de Yebra, es tracta d'una plaqueta egípcia trobada a Tell al-Amārna i que es conserva al Museu Britànic de Londres; és de terra cuita esmaltada en blau i pertanyia a Amenhotep III el Magnífic (1405-1370 aC), que l'adheria a les capses de rotlles i papirs.
Des del segle xvi, ja trobem marques, en forma d'etiqueta que s'enganxava a les guardes del llibre, que, a part del nom del posseïdor, incorporaven elements simbòlics o figuratius, especialment escuts d'armes del propietari. A les acaballes del segle xix, els exlibris començaren a ser objecte de col·leccionisme arreu, i s'inicià una nova moda d'exlibris artístics en la qual participaren molts dibuixants reconeguts. A Catalunya, l'edat d'or de l'exlibrisme fou durant el modernisme, els primers anys del segle xx, amb la tasca d'Alexandre de Riquer, Josep Triadó, Joaquim Renart i Cristòfor Ricart. La Revista ibérica de exlibris (1903-06), apareguda a Barcelona, va ser la gran tribuna d'aquell gènere artístic renovat. Posteriorment, l'exlibris ha continuat tenint una presència notable fins al punt que, el 1958, la seu del Congrés Europeu d'Exlibris d'aquell any va ser Barcelona i fou en el Congrés de Barcelona on s'aprovaren les sigles internacionals de classificació dels exlibris conegudes com a "Sigles Barcelona".
Hi ha molts artistes que han conreat l'exlibris. Dels nostres dies i a casa nostra, cal ressenyar l'obra de dom Oriol Maria Diví, que volta les cinc-centes obres, predominantment gravats xilogràfics a testa (X2). A banda del pare Diví, també han de resultar familiars a qui s'inicia en el món de l'exlibrisme artistes com el gironí Joaquim Pla Dalmau, Antoni Boada o Miquel Plana, Teresa Costa-Gramunt, Plàcid Boqué, Francesc Orenes, Víctor Oliva i Pascuet, Santiago Estrany i Castany, Hani Marco, l'andorrà Sergi Mas, Ricard Russelot, o els gironins Rafel Masó i Rocayats, entre molts d'altres.
Totes les llengües han sabut trobar la seva màxima per a la defensa de la propietat del llibre enfront llur sostracció. Així, en català se sol dir:
El drap és de fil,
el fil és de cànem,
el cànem és de llavor,
la llavor és de la terra,
la terra és de Déu,
i aquest llibre és meu.
Mentre que en anglès s'assenyala:
I pity the lake,
I pity the brook;
I pity the one
that takes this book!
Per la seva part l'alemany ens diu:
Das Buch ist mir lieb,
Wer’s mir stiehlt, der ist ein Dieb
Er sei Reiter oder Knecht,
So ist er für den Galgen recht.
Així en l'espanyol trobem:
Si este libro se perdiera,
como suele suceder,
es de un pobre estudiante,
que lo ha de menester.
Si queréis saber su nombre,
aquí junto lo pondré.
Me llamo ...
Y vivo en ...
Els francesos en l'antigor assenyalaven:
Ce livre est à moi,
comme Paris est au Roi;
qui veut savoir mon nom,
regarde dans ce rond,

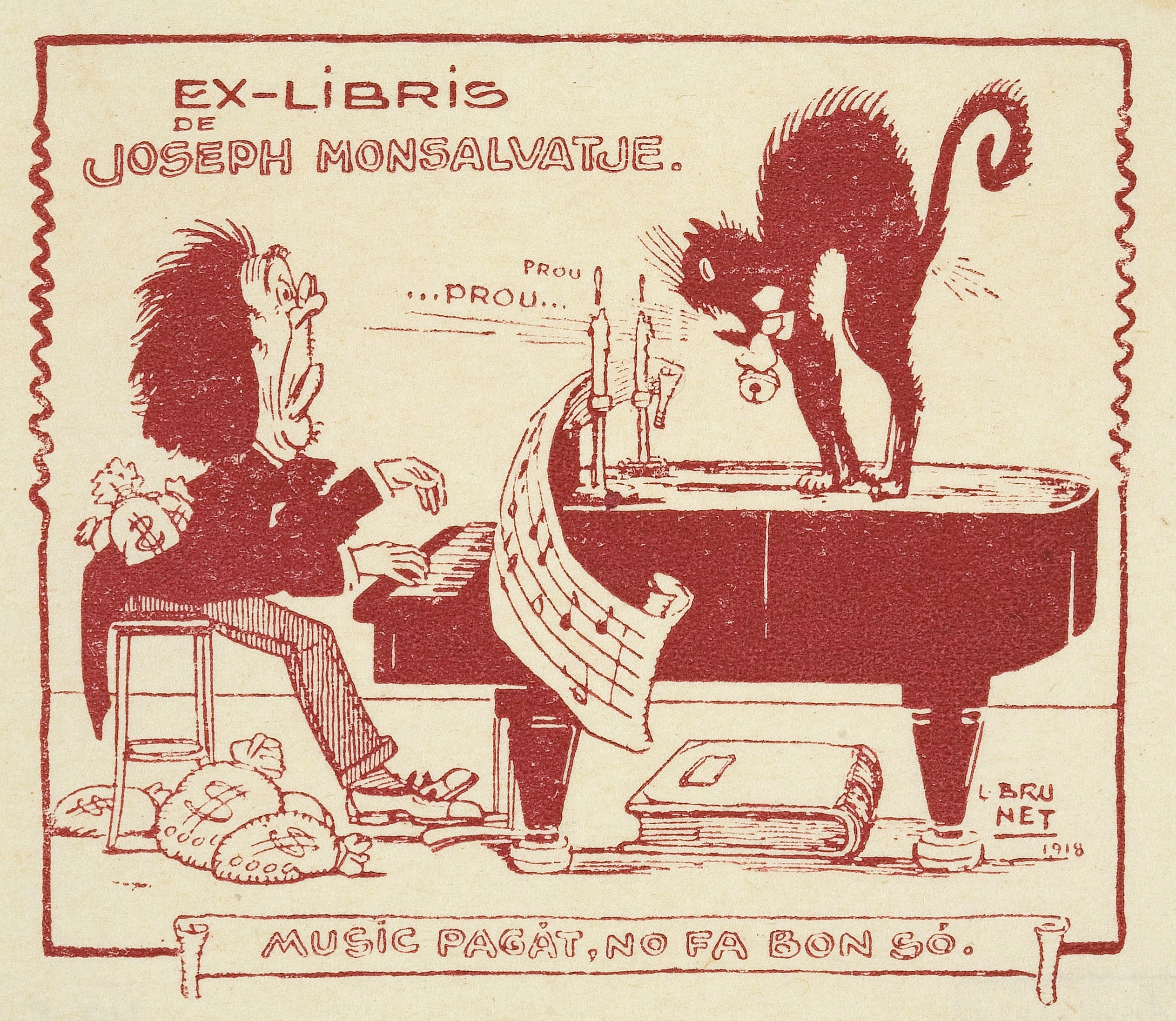
Exlibris fet pel dibuixant Llorenç Brunet l'any 1918 on es llegeix: "Músic pagat, no fa bon so. Prou, prou"

(seguit del nom del propietari en un cercle)
Mentre que a Portugal escriuen:
Se êste livro fôr perdido
e por alguien fôr achado,
para me ser restituido,
leva o meu nome assinado”
Hi ha bones col·leccions d'exlibris a la Biblioteca de Catalunya, la Reial Acadèmia de Bones Lletres de Barcelona, el MNAC i a la Casa Masó de Girona.

## Vegeu a més
- Categoria:Exlibristes amb els artistes que es dedicaren a la realització d'exlibris
- Marca d'impressor: pel llibreter és l'anàleg a l'exlibris pel bibliòfil.